# Blunsdon
Blunsdon – civil parish w Anglii, w hrabstwie ceremonialnym Wiltshire, w dystrykcie (unitary authority) Swindon. Leży 60 km na północ od miasta Salisbury i 116 km na zachód od Londynu. Miejscowość liczy 5641 mieszkańców.